# نویسه‌گردانی وایل

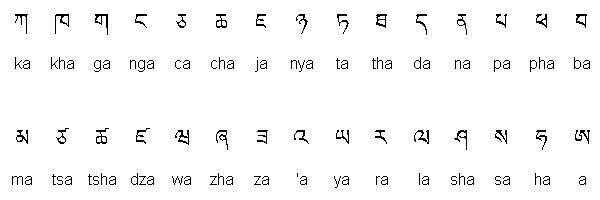
نویسه‌گردانی وایل از خط تبت

نویسه‌گردانی وایل (انگلیسی: Wylie transliteration) روشی برای تبدیل خط تبتی به حروف الفبای لاتین است که تنها از حروف موجود در یک ماشین‌تحریر انگلیسی استفاده می‌کند. این سیستم به نام پژوهشگر آمریکایی، ترل وی. وایل، نام‌گذاری شده است که این سیستم را ایجاد کرده و در مقاله‌ای در سال ۱۹۵۹ در مجله مطالعات آسیایی هاروارد منتشر کرده است. این روش به‌طور خاص به یک طرح استاندارد تبدیل‌نویسی در مطالعات تبت، به‌ویژه در ایالات متحده تبدیل شده است.
هر طرح رومی‌سازی زبان تبت با معضل این مواجه است که آیا باید به‌دقت صداهای گفتاری تبت را بازتولید کند یا املای نوشتاری تبت را. این دو به‌طور گسترده‌ای متفاوت هستند، زیرا املای تبت در قرن یازدهم ثابت شد، در حالی که تلفظ به تکامل خود ادامه داد، مشابه با املای انگلیسی و املای فرانسوی که بازتاب‌دهنده تلفظ‌های اواخر قرون وسطی هستند.
طرح‌های قبلی تبدیل‌نویسی سعی داشتند که بین این دو تعادل برقرار کنند که نتیجه آن این بود که هیچ‌یک از اهداف را به‌طور کامل محقق نکردند. تبدیل‌نویسی وایل به‌گونه‌ای طراحی شده است که به‌دقت الفبای تبت را همان‌طور که نوشته شده است، بازتولید کند، که این امر منجر به پذیرش آن در مطالعات دانشگاهی و تاریخی شده است. این روش به‌منظور نمایاندن تلفظ کلمات تبت طراحی نشده است. بسیاری از سیستم‌های قبلی تبدیل‌نویسی تبت شامل طرح‌های بزرگ‌نویسی داخلی بودند—به‌عبارتی، بزرگ‌نویسی حرف ریشه به‌جای بزرگ‌نویسی حرف اول یک کلمه، زمانی که حرف اول یک همخوان پیشوند باشد. دیکشنری‌های تبت بر اساس حرف ریشه سازماندهی شده‌اند و پیشوندها اغلب ساکت هستند، بنابراین دانستن حرف ریشه ایده بهتری از تلفظ را ارائه می‌دهد. با این حال، این طرح‌ها معمولاً به‌طور نامنظم اعمال می‌شدند و معمولاً فقط زمانی که کلمه به‌طور معمول باید طبق هنجارهای متن لاتین بزرگ‌نویسی می‌شد (یعنی در ابتدای یک جمله) انجام می‌شدند. به‌دلیل اینکه بزرگ‌نویسی داخلی بیش از حد دشوار، با استفاده محدود در تعیین تلفظ و احتمالاً غیرضروری برای خواننده‌ای که قادر به استفاده از دیکشنری تبت است، وایل مشخص کرد که اگر یک کلمه قرار است بزرگ‌نویسی شود، حرف اول مطابق با شیوه‌های بزرگ‌نویسی غربی باید بزرگ باشد.